# Sabrina Farji
Sabrina Farji (Buenos Aires, Argentina, 16 de agosto de 1964) es una directora, guionista y productora. Como artista multidisciplinaria, ha desarrollado su carrera en todas las ramas del audiovisual desde el año en el que estrenó su primer video. Ha exhibido su obra como guionista y productora de cine y televisión. 
Es fundadora de "Zoelle Producciones" . Además de ser miembro de DAC, APIMA y parte de la Comisión Directiva de La mujer y el Cine. Vicepresidenta 1.ª de la Academia de Artes y Ciencias Cinematográficas de Argentina. Profesora de guion y Dirección, Consultora y Tutora de proyectos audiovisuales. Dio talleres y cursos de capacitación de Guion de Cine y Televisión en el Centro Cultural Ricardo Rojas (1996-2014) y Taller de Creación de Personajes y Desarrollo y Creación de Contenidos para los Nuevos Medios. Ha sido tutora de proyectos para la Televisión Digital como así también capacitadora en el área de Guion, Dirección y Producción para los Polos Audiovisuales y el INCAA. Ha sido docente en la Universidad de Buenos Aires, Universidad de Belgrano, TEA, UCA, Centro Cultural Borges, Universidad de San Juan (Departamento de Televisión), Universidad de Mendoza (Godoy Cruz). 
Fue jurado en numerosos festivales y certámenes como: Raymundo Gleyser (2006 - 2010) auspiciado por el INCAA, Concurso de Televisión Federal del INCAA (2014) y Opera Prima.
Su película "Cielo Azul, Cielo Negro" codirigida con Paula De Luque (2005) fue estrenada en el MALBA y ha sido invitada al Locarno Film Festival, al Festival de la OEA en Washington, Festival de Trieste, Festival de San Pablo, Festival de Cine Latinoamericano de Bruselas. También fue invitada a participar de las clínicas de guion del Sundance Institute. 
En el 2007 presenta su segundo largometraje "Cuando ella saltó" en el Festival Internacional de Cine de Karlovy Vary (competencia oficial) y en otros festivales como Bélgica, Trieste, Roma, Madrid e India.
En mayo de 2010 estrenó su tercer largometraje, Eva & Lola. Audience Award Mannheim – Heidelberg Film Festival, estrenada en NY en e Lincoln Center y ha participado de los festivales de Haifa, Israel; Florencia, Mannheim Heidelberg (Competencia Oficial) y Festival Latinoamericano de Trieste (Competencia Oficial)
Es una de las cineastas que participó en el proyecto 25 miradas del Bicentenario, organizado conjuntamente por la UNTREF y la Secretaria de Cultura de la Nación, con el cortometraje "La voz", protagonizado por Elena Roger. También ha sido convocada para realizar el cortometraje "Certeza" dentro del proyecto 30 Miradas por Malvinas.
Su obra en video es parte de la colección del Museum of Modern Art de Nueva York, el Museu de Imagen e du Som de São Paulo y de la colección Fortabat.

## Premios y nominaciones
_ Premio Adquisición 2023 8M por su obra videoarte "Algunas Mujeres" (2023) 
- Mejor Película Festival Cinefem Desmadre, fragmentos de una relación, Punta del Este - Uruguay
- Independent Film Award, Desmadre, fragmentos de una relación
- Ganadora del premio Prix du Public en el 17èmes Rencontres du Cinéma Sud-Américain en Marsellla 2015 pro el cortometraje "Algo azul"
- Ganadora de la Categoría guion con la miniserie Fronteras en el concurso Nuevas Miradas en la Televisión de la Universidad Nacional de Quilmes (2015)
- Ganadora de Premio a la Producción de Miniseries Full HD CIN. (2013). Miniserie Fronteras.
- Ganadora del Concurso del CIN para miniseries Prime Time con Fronteras.
- Nominada al Martín Fierro 2012 terna Mejor Miniserie por El Paraíso.
- Ternada a Mejor Dirección y Mejor Producción por El Paraíso en los premios Nuevas Miradas de la Televisión (2012)
- Ganadora del Primer Concurso de Contenidos para la TDA organizado por el INCAA y la UNSAM con la serie El Paraíso.
- Ganadora del premio público en el 59th Mannheim Heidelberg Film Festival con el largometraje Eva & Lola.
- Ganadora del Primer Premio del Festival Franco Latinoamericano de Video (1994)
- Ganadora del Primer Premio como artista emergente en Festival Silence Elles Tournent, Canadá con el Diario de viaje "Video de Otoño"
- Ganadora del Prix du Public en el Festival de Films d´Amour de Mons, Bélgica, Cóndor de Plata (Revelación Masculina) con su segundo largometraje "Cuando ella saltó"
- Nominada al Cóndor de Plata 2010 por el guion del film Felicitas (dirigida por Teresa Costantini en 2009).
- En el 2004 fue honrada con una retrospectiva de su obra en video en el Museo de Arte Moderno de Buenos Aires.

## Filmografía
Largometrajes
- 2023 - Ofrenda creación colectiva en homenaje a La mujer y el cine
- 2023 - Mariquita, mujer revolución
- 2021 - Ex casados
- 2020 - Trópico
- 2018 - Los Felices
- 2017 - Desmadre, fragmentos de una relación
- 2010 - Eva & Lola
- 2007 - Cuando ella saltó
- 2004- Cielo azul, cielo negro

Cortometrajes
- 2014 - Algo azul
- 2012 - Certeza
- 2010 - La voz
- 1999 - De niño
- 1994 - Video de otoño
- 1994 - Cómo un cuerpo ausente
- 1993 - Las cuatro estaciones de un año
- 1993 - Lo bueno y lo bello
- 1992 - Algunas mujeres
- 1992 -  Farji n.º 16
- 1991 - Nin
- 1990 - Estúpida mas no zonza

Serie TV
- 2022 MUJER CINE microprogramas
- 2022-  Mujeres de cine, miniserie documental

2013 - Fronteras
- 2012 - Grandes Chicas Grandes
- 2011 - El paraíso

Spots TV
- 2014 - Spots para Carburando. Campaña “Pilotos”